# Marija Israilewna Grinberg

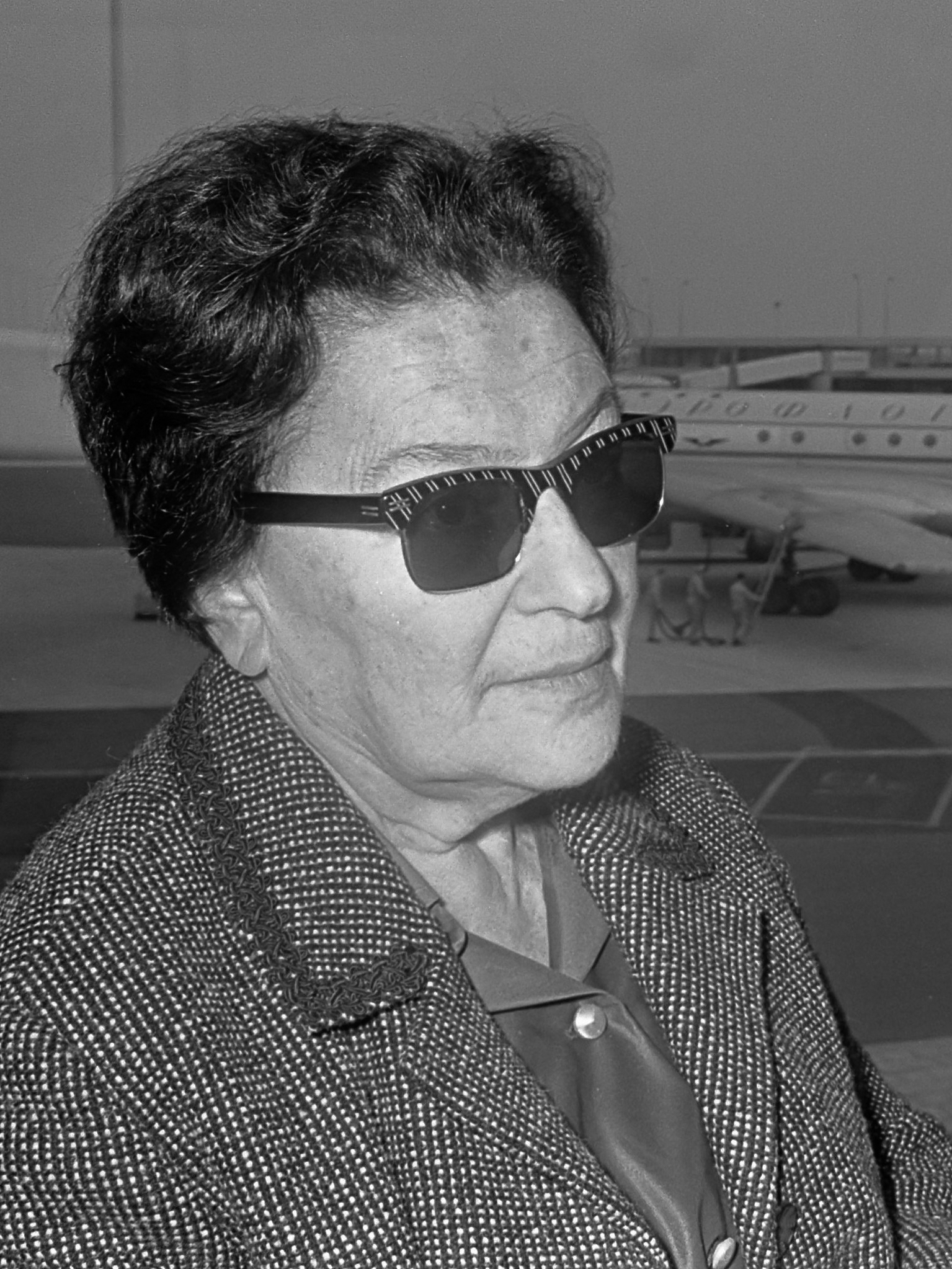
Maria Grinberg im Jahre 1968

Marija Israilewna Grinberg (russisch Мари́я Израилевна Гринберг Marija Israilevna Grinberg; * 24. Augustjul. / 6. September 1908greg. in Odessa, Russisches Kaiserreich; † 14. Juli 1978 in Tallinn, Estnische SSR) war eine sowjetische Pianistin und Klavierlehrerin.

## Leben
Sie war die Tochter von Srul Grinberg, eines Hebräisch-Lehrers, und Fanja Grinberg (geb. Noskina), die ihr das Klavierspielen in jungen Jahren vermittelte. Bis 1925 wurde sie von Dawid Eisberg, einem Schüler von Theodor Leschetizky, unterrichtet. Sie studierte am Moskauer Konservatorium unter der Leitung von Felix Blumenfeld und Konstantin Igumnow. Im Alter von 27 Jahren errang sie den zweiten Platz beim nationalen Landeswettbewerb. Von diesem Moment an wurde Grinberg immer mehr zu einer festen Größe sowjetischer Pianistenkunst.
Zeitweise war Grinberg mit dem Bariton Pjotr Kiritschek verheiratet, mit dem sie auch gemeinsam auftrat. 1935 heiratete sie den polnischen Dichter, Publizisten und Kommunisten Stanisław Stande (* 1897), der 1931 in die Sowjetunion emigriert war. Mit ihm hatte sie eine Tochter Nika, verheiratete Sabawnikowa, ebenfalls Pianistin. Während des Großen Terrors wurden ihr Mann und ihr Vater 1937 verhaftet und ermordet. 
Grinberg konnte danach nur als Klavierbegleiterin bei einer Amateurgruppe arbeiten. Nachdem Josef Stalin 1953 gestorben war, durfte Grinberg wieder konzertieren. Man verglich ihren Stil mit dem von Vladimir Horowitz oder Swjatoslaw Richter.
Im Jahr 1961 bekam sie den Ehrentitel Verdienter Künstler der RSFSR. Neun Jahre später wurde sie im Gnessin-Musikinstitut zur Professorin ernannt. Unter ihren Schülern befanden sich viele neumoderne Pianisten, die sich zu festen Größen in der Moskauer Kunstszene etablierten, darunter Regina Shamvili. Im Jahre 1970 erschien beim sowjetischen Label Melodija ihre Gesamtaufnahme der Klaviersonaten von Beethoven, welche in der Zeitschrift Sowetskaja musyka als „einzigartige kreative Leistung“ gepriesen wurde.
Maria Grinberg starb zehn Wochen vor ihrem 70. Geburtstag. Wladimir Minin, der Institutsleiter von Gnessin weigerte sich, ihr eine gebührende Gedenkfeier aufgrund persönlichen Zwists zu widmen, bis sich der stellvertretende Kulturminister Wladimir Popow einschaltete und Druck ausübte.